# Thiesi
Thiesi – miejscowość i gmina we Włoszech, w regionie Sardynia, w prowincji Sassari.
Według danych na rok 2004 gminę zamieszkiwało 3159 osób, 50,1 os./km². Graniczy z Bessude, Borutta, Cheremule, Cossoine, Giave, Ittiri, Romana i Villanova Monteleone.